# Oscar Bentzon-Gyllich
Oscar Bentzon-Gyllich, född 3 september 1847 på Frederiksborgs slott i Köpenhamn, där föräldrarna var ståthållare, död 15 mars 1899 i Åbo, var en dansk opera- och operettsångare.
Bentzon-Gyllich tjänstgjorde först som telegraftjänsteman i Storbritannien och Kina och förflyttades på 1870-talet till Finland. Där började han framträda vid konserter och övergick 1876 helt till scenisk verksamhet. Efter tre års verksamhet i Finland innehade Bentzon-Gyllich anställningar vid teatrar i Stockholm, Kristiania och Göteborg. 1890 återvände han som telegraftjänsteman till Finland. Till Bentzon-Gyllich främsta operettroller märks Markisen i Cornevilles klockor, Belamy i Villars dragoner och Ollendorf i Tiggarstudenten.

## Teater

### Roller (urval)
| År   | Roll             | Produktion                                                        | Regi | Teater      |
| 1886 | Pan              | Daphnis och Chloë Jacques Offenbach, Clairville och Jules Cordier |      | Vasateatern |
| 1886 |                  | Boccaccio Franz von Suppé, Camillo Walzel och Richard Genée       |      | Vasateatern |
| 1887 | Julian von Goltz | Fatinitza Franz von Suppé och Friedrich Zell                      |      | Vasateatern |
| 1887 | Octave           | Vore jag karl! Edmond Audran, Henri Chivot och Alfred Duru        |      | Vasateatern |
| 1887 | Figaro           | Barberaren i Sevilla Gioacchino Rossini och Cesare Sterbini       |      | Vasateatern |